# Le Jardin d'Éden
Pour les articles homonymes, voir Jardin d'Éden.
Le Jardin d’Éden (titre original : The Garden of Eden) est le second roman posthume d'Ernest Hemingway commencé en 1946 et publié en 1986.
Le manuscrit du roman n'a pas été achevé avant la mort de l'écrivain. « L'éditeur s'est contenté de corrections mineures ; il a effectué quelques coupures (l'auteur en aurait sans doute fait davantage) mais rien n'a été ajouté au texte », explique Michel Mohrt dans la préface du livre.